# Diplazium trianae
Diplazium trianae là một loài thực vật có mạch trong họ Woodsiaceae. Loài này được (Mett.) C. Chr. miêu tả khoa học đầu tiên năm 1905.